# 크로아티아 항공
크로아티아 항공(영어: Croatia Airlines)은 크로아티아의 항공 회사이자 스타얼라이언스의 가맹사로, 허브 공항은 자그레브 국제공항이 있다.

## 역사
1989년 8월 자갈 자그레브 항공(영어: Zagal-Zagreb Airlines)으로 설립했다. 1990년 현재의 사명으로 변경했다. 1991년 유고슬라비아 연방에서 독립을 선언했고 이해에 14만 명의 승객이 이용했다. 1992년 독일 루프트한자에서 중고 보잉 737 3대를 도입했다. 독립 이후 크로아티아는 세르비아계와 내전을 치렀지만 이용객은 1992년 238,000명, 1995년 70만 명, 2000년 100만 명으로 꾸준히 늘어났다. 같은 해 중거리 항공 시장을 겨냥한 협동체 항공기인 에이버스 A319-100와 에어버스 A320-200을 도입했다. 2004년에는 항공 동맹인 스타얼라이언스의 회원으로 참여했다. 같은 해 탑승객 숫자가 150만 명을 넘어섰고 2005년 8월는 월간 실적으로 창사 이후 최다인 193,425명의 승객을 유치했다.

## 운항 노선
- 2012년 8월 기준으로 크로아티아 항공은 다음과 같은 노선을 운항하고 있다.

### 코드쉐어 협정
- 크로아티아 항공은 다음과 같은 항공사와 코드쉐어 협정을 체결하고 있으며 * 표시는 스타얼라이언스 회원에 속한다.[1]

| - KLM (스카이팀) - LOT 폴란드 항공 (스타얼라이언스) - TAP 포르투갈 (스타얼라이언스) - 루프트한자 (스타얼라이언스) - 브뤼셀 항공 (스타얼라이언스) - 스위스 국제항공 (스타얼라이언스) - 스칸디나비아 항공 (스카이팀) - 싱가포르 항공 (스타얼라이언스) - 아시아나항공 (스타얼라이언스) - 에어 캐나다 (스타얼라이언스) | - 에어 프랑스 (스카이팀) - 오스트리아 항공 (스타얼라이언스) - 유나이티드 항공 (스타얼라이언스) - 터키항공 (스타얼라이언스) |  |

## 보유 기종
- 2020년 10월 기준으로 크로아티아 항공은 다음과 같은 기종을 보유하고 있으며 평균 기령은 8.9년이다.[2][3][4]